# Гриценко Володимир Ілліч
Володи́мир Іллі́ч Грице́нко (23 травня 1937, Іпатово, Орджонікідзевський край — 8 жовтня 2023, Київ) — український вчений, знавець технічної кібернетики, професор. 1977 — лауреат Державної премії УРСР, 1982 — Державної премії СРСР, 1997 — лауреат Державної премії України. Нагороджений орденами «Знак Пошани», Трудового Червоного Прапора, орденом «За заслуги» третього ступеня, Почесною грамотою Верховної Ради України, заслужений діяч науки і техніки України, член-кореспондент НАНУ.

## Життєпис
З 1960 року працював в Інституті кібернетики НАН України. В 1969—1977 роках — вчений секретар, з 1977 працював заступником директора по науковій роботі.
У 1997—2021 роках — директор Міжнародного науково-навчального центру інформаційних технологій та систем.
Його авторству належать ґрунтовні роботи щодо економіко-математичних моделей і біоекомедицини; інформатики, інформаційних технологій та систем; комп'ютерних технологій навчання.
Розвивав загальну теорію інтелектуальних інформаційних технологій та можливості її застосування в багатообіцяльних мережах обробки інформації. Працював над створенням високодинамічних комп'ютерно-телекомунікаційних середовищ, інтелектуальних комп'ютерних мереж нового покоління та з питання багатомовності в кібернетичному просторі.
Багато робіт його та творчого колективу впроваджуються на підприємствах та в організаціях Києва.
Керував низкою робіт, виконуваних за державними та міжнародними науково-технічними програмами.
Є автором понад 400 наукових праць, з них 19 монографій, зареєстрованих 11 авторських свідоцтв. Як педагог підготував 15 кандидатів наук.
Входив до складу Національної комісії України у справах ЮНЕСКО, був членом Консультативної ради з питань інформатизації при Верховній Раді України, в складі Національного комітету з інформатики при Президії НАН України.
З 1998 року працював заступником головного редактора, а з 2012 року — головним редактором журналу Кибернетика и вычислительная техника.
Працював до останніх днів життя — за місяць до смерті взяв участь в урочистому засіданні вчених рад Відділення інформатики НАН України та Кібернетичного центру НАН України, присвяченому 100-річчю від дня народження Віктора Глушкова. Помер на 87-му році життя 8 жовтня 2023 року. Похований на Байковому кладовищі (ділянка № 49а).